# Entedon robustus
Entedon robustus är en stekelart som först beskrevs av Crawford 1907.  Entedon robustus ingår i släktet Entedon och familjen finglanssteklar. Inga underarter finns listade i Catalogue of Life.